# Mecynotarsus hispaniolae
Mecynotarsus hispaniolae es una especie de coleóptero de la familia Anthicidae.

## Distribución geográfica
Habita en la República Dominicana.